# Bahnstrecke Bredsjö–Grängen
| Strecke                                                       |    | Bahnstrecke Göteborg–Falun von Kil         | Bahnstrecke Göteborg–Falun von Kil         |
| ehemaliger Bahnhof                                            | 0  | Bredsjö                                    | Bredsjö                                    |
| Abzweig ehemals geradeaus und nach links                      |    | Bahnstrecke Göteborg–Falun nach Ludvika    | Bahnstrecke Göteborg–Falun nach Ludvika    |
| Betriebs-/Güterbahnhof Streckenende (Strecke außer Betrieb)   | 7  | Hjulsjö                                    | Hjulsjö                                    |
| Eisenbahnfähre (Strecke außer Betrieb)                        |    | Fähre über den See Hjulsjön                | Fähre über den See Hjulsjön                |
| Betriebsstelle Streckenanfang (Strecke außer Betrieb)         | 0  | Södra Hyttan                               | Södra Hyttan                               |
| Betriebsstelle Streckenende (Strecke außer Betrieb)           | 1  | Hafen                                      | Hafen                                      |
| Eisenbahnfähre (Strecke außer Betrieb)                        |    | Fähre über den See Grängen                 | Fähre über den See Grängen                 |
| Betriebs-/Güterbahnhof Streckenanfang (Strecke außer Betrieb) | 15 | Grängen                                    | Grängen                                    |
| Strecke (außer Betrieb)                                       |    | Bahnstrecke Striberg–Grängen nach Striberg | Bahnstrecke Striberg–Grängen nach Striberg |

| Strecke                                        |    | Bahnstrecke Göteborg–Falun von Kil         | Bahnstrecke Göteborg–Falun von Kil         |
| ehemaliger Bahnhof                             | 0  | Bredsjö                                    | Bredsjö                                    |
| Abzweig ehemals geradeaus und nach links       |    | Bahnstrecke Göteborg–Falun nach Ludvika    | Bahnstrecke Göteborg–Falun nach Ludvika    |
| Bahnhof (Strecke außer Betrieb)                | 7  | Hjulsjö                                    | Hjulsjö                                    |
| Brücke über Wasserlauf (Strecke außer Betrieb) |    | Bornsälven                                 | Bornsälven                                 |
| Brücke über Wasserlauf (Strecke außer Betrieb) |    | Bornsälven                                 | Bornsälven                                 |
| Blockstelle (Strecke außer Betrieb)            |    | Södra Hyttan (Nyhyttan)                    | Södra Hyttan (Nyhyttan)                    |
| Brücke über Wasserlauf (Strecke außer Betrieb) |    | Grönälven (Länkälven)                      | Grönälven (Länkälven)                      |
| Bahnhof (Strecke außer Betrieb)                | 15 | Grängen                                    | Grängen                                    |
| Strecke (außer Betrieb)                        |    | Bahnstrecke Striberg–Grängen nach Striberg | Bahnstrecke Striberg–Grängen nach Striberg |
|                                                |    |                                            |                                            |
| Quellen:                                       |    |                                            |                                            |

Die Bahnstrecke Bredsjö–Grängen (BGJ) war eine schmalspurige schwedische Eisenbahnstrecke. Sie wurde von der Bredsjö–Grängens trafikaktiebolag zwischen Bredsjö und Grängen in Bergslagen erbaut.

## Bredsjö–Grängens Trafikaktiebolag
Mehrere Hüttenbetriebe in Bergslagen, unter anderem in Uddeholm, Bofors, Bredsjö und Hellefors gründeten 1882 ein gemeinsames Transportunternehmen, die Bredsjö–Grängens Trafikaktiebolag, die einen Transportweg von der Bergbauregion Nora und Hjulsjö um Hulsjö zum Bahnhof Bredsjö an der Bergslagsbanan errichten sollte. Diese 1886 fertiggestellte Weg bestand aus einer 25.000 schwedische Fuß (ca. 7,5 km) langen Pferdebahn mit einer Spurweite von 2,5 ft (742 mm) von Bredsjö nach Hjulsjö und einem Seeweg über den Hjulsjön und den See Grängen, die über den Bornsälven das Dorf Grängen mit anschloss.
In Grängen schloss ab die 1887 die Bahnstrecke Striberg–Grängen an. Da der Seeweg im Winter zugefroren war, wurde 1891 geplant, die Pferdebahn von Hjulsjö nach Grängen zu verlängern. Zudem wurde eine 2.200 Fuß lange Pferdebahn zwischen Nyhyttan (Södra Hyttan) und dem See Grängen gebaut, die an den bestehenden Transportweg anschloss.
Bredsjö–Grängens Trafikaktiebolag hatte keine eigenen Lokomotiven, denn der Verkehr wurde von Anfang an gemeinsam mit Striberg–Grängens Järnväg und Vikern–Möckelns Järnväg durchgeführt. Vikern–Möckelns Järnväg beschaffte 1893 40 Güterwagen für den zukünftigen Verkehr auf der Strecke Bredsjö–Grängen.

## Striberg–Grängens Järnvägsaktiebolag
In der Zwischenzeit zeigte die Nora–Karlskoga Järnvägsaktiebolag Interesse an der Strecke. Als Tochtergesellschaft wurde die Striberg–Grängens Järnvägsaktiebolag gegründet, die im Januar 1893 für 90.000 Kronen die Bredsjö–Grängens Järnväg aufkaufte.
Der Ausbau der Pferdebahn erfolgte nicht. Stattdessen wurde am 14. Juli 1893 für die ehemalige Bredsjö–Grängens Järnväg und die nunmehrige Striberg–Grängens Järnvägsaktiebolag eine Konzession für einen Streckenbau erteilt. Die Bauarbeiten begannen am 27. November des gleichen Jahres. Der neue Streckenabschnitt wurde gebaut sowie die bisherige Pferdebahn mit neuen Schienen versehen. Bei Hjulsjö und Nyhyttan (Södra Hyttan) wurden Brücken über die Flüsse gebaut.

## Bredsjö–Degerfors Järnväg
Die Strecke wurde für den öffentlichen Verkehr am 1. September 1894 freigegeben. Zu diesem Zeitpunkt war die Striberg–Grängens järnvägsaktiebolag schon aufgelöst und in die neu gegründete Bredsjö–Degerfors Järnväg integriert. Auf der in der Spurweite von 802 mm gebauten 15 Kilometer langen Strecke wurden Schienen mit einem Metergewicht von 22 Kilogramm verwendet.
Schon 1893 hatte Nora–Karlskoga Järnvägsaktiebolag beantragt, die Bahnstrecke Striberg–Degerfors der Vikern–Möckelns järnvägsaktiebolag, die Bahnstrecke Striberg–Grängen der Striberg–Grängen järnvägsaktiebolag und die Bahnstrecke Bredsjö–Grängen der Bredsjö–Grängens trafikaktiebolag zu einer einzigen, 97 Kilometer langen Eisenbahnstrecke zu verschmelzen. Im November 1893 bewilligte der König die Fusion. Zum 20. April 1894 wurde die 97 km lange schmalspurige Bredsjö–Degerfors Järnväg (BDJ) gebildet.
1903 wurde beschlossen, dass der Streckenabschnitt Striberg–Grängen–Bredsjö auf Normalspur mit 1435 mm umgebaut werden solle.

## Nora Bergslags Järnvägsaktiebolag
Diese normalspurige Strecke wurde am 15. November 1907 als Teil der Nora Bergslags Järnväg eröffnet. Im Zusammenhang mit dem Umbau wurden kleinere Linienkorrekturen vorgenommen.

## Nora–Karlskoga Järnvägsaktiebolag
Schon 1893 beschlossen die Besitzer der Nora–Karlskoga Järnvägsaktiebolag, die Bredsjö–Grängens Järnväg, die Striberg–Grängens Järnväg und die Vikern–Möckelns Järnväg zu einer gemeinsamen Strecke zu verschmelzen. Dieses Vorhaben wurde im November 1893 vom König genehmigt, die Fusion wurde am 20. April 1894 abgeschlossen. Damit wurden die drei vorher getrennten Strecken zu einer 97 Kilometer langen Strecke zwischen Bredsjö und Degerfors zusammengeschlossen. Sie gehörte nun der Nora–Karlskoga Järnvägsaktiebolag.
Nach einer geplanten Rekonstruktion im Jahre 1905 kaufte die neu gebildeten Nora Bergslags Järnvägsaktiebolag sämtliche Vermögenswerte der Nora–Karlskoga Järnvägsaktiebolag.

## Heutiger Zustand
Auf der später normalspurigen Strecke wurde der Personenverkehr am 22. Mai 1966 eingestellt. Der Güterverkehr endete am 3. Mai 1977, als der Damm in der Nähe Nyhammar südlich von Bredsjö einstürzte.
Die Strecke Grängen–Bredsjö wurde 1980 von Nora Bergslags Järnvägsaktiebolag abgerissen. Teile des Bahndammes werden als Wege benutzt.